# Мой босс, мой учитель
«Мой босс, мой учитель» (кор. 투사부일체 тхусабу ильчхе) — южнокорейский фильм, сочетающий в себе жанры комедии, драмы и боевика. Премьера состоялась 19 января 2006 г. В 2001 году был создан приквел Мой босс, мой герой.

## Сюжет
Гангстеру по имени Тусик для того, чтобы получить очередное повышение, необходимо получить высшее образование. После учёбы его отправляют на практику: в школу учителем, где он сталкивается со сложностями, начиная от взаимоотношений с учениками и до школьной несправедливости между разными сословиями общества.

## В главных ролях
- Чон Чжунхо (정준호) — Ке Тусик
- Ким Санджун (김상중) — О Санджун
- Чон Унин (정웅인) — Ким Санду
- Чон Унтхэк (정운택) — Тэ Кари
- Кан Сонбиль (강성필)
- Чхве Юнён (최윤영)
- Хан Хёджу (한효주)

## Выпуск
Вышел фильм на южнокорейские экраны кинотеатров 19 января 2006 года, и к концу первой недели его посмотрело 1,106,825 посетителей. За весь показ фильма его посмотрели 6,105,431 посетителей Южной Кореи. Таким образом фильм занял четвёртое место по продаже фильмов 2006 года. На 5 февраля 2006 года прокат фильма собрал $30,585,589.